# 朝まで生つるべ
『朝まで生つるべ』（あさまでなまつるべ）は、2000年から2011年まで毎年12月30日深夜（日付上は12月31日未明）にテレビ朝日で生放送されていた公開形式のバラエティ番組（トーク番組・音楽番組）で、司会を務めた笑福亭鶴瓶の冠番組である。タイトルの由来は同局の討論番組『朝まで生テレビ!』で、実際に使用していたタイトルロゴも特番内での表記も『朝まで生テレビ!』と同様に「!」付きで「朝まで生つるべ!」と表記・表示されていた。
放送時間はその年の編成の都合に左右されていたが、おおよそ3時間強。2009年のみ12月29日（日付上は12月30日）に放送された。

## 概要
鶴瓶が毎年1人のミュージシャンをパートナーにしてフリートークをし、その内容に合わせた曲を合間に演奏してもらうという形式で進行。トークの内容は自由気ままで、鶴瓶自身の身近な出来事から鶴瓶の謎の知人「淀川」の話まで転々とする。パートナーによる演奏は、ギターを使っての弾き語りと鶴瓶が好きなフォークソングが中心。2001年までは毎年パートナーが変わっていたが、2002年からは坂崎幸之助に定着した。
原則として東京都内からの生放送を行っていたが、2004年だけはパートナーである坂崎が翌日に大阪府内でコンサートを行う都合上、大阪一心寺の隣にある一心寺シアター倶楽から放送。話の裏付けのため、同年には兵庫県西宮市内にある鶴瓶の自邸などで行ったロケVTRを放送。これを機に、系列局の朝日放送での放送が始まった。
2005年には、番組後半で鶴瓶が自作落語「私落語」を披露。鶴瓶が着替えをしている間、坂崎がひとり語りで番組を進行させていた。
2006年には、鶴瓶の携帯電話にかけてきた有名人と電話出演でトークをする企画を実施。この企画で三宅健などが電話出演した。
2007年、鶴瓶は『第58回NHK紅白歌合戦』の司会を担当するが、2007年11月22日放送の『ちちんぷいぷい』（毎日放送）に出演した際に、この特番にも例年通りに出演すると発言した。そして日付上は紅白の生放送当日であるのにもかかわらず、鶴瓶は公約通りにこの特番に出演。紅白の分厚い台本を持ち込んで本番に臨んだ。この回は紅白の話で持ちきりだった。途中、研ナオコがスタジオ出演した。
2008年には、後半から『朝まで歌つるべ』のようにゲストミュージシャン（石野田奈津代、ハセガワミヤコ、入倉リョウ）の3人が登場し、それぞれ歌を披露した。
2009年には、坂崎が放送日当日に大阪城ホールでTHE ALFEEコンサートツアーのファイナル公演に参加していたため、『A-Studio』（TBS）で共演した際に出演を依頼していた森山直太朗をパートナーに迎えた。なお、坂崎は大阪城ホールからの中継で1曲だけを披露した。
この特番のスタッフは、テレビ朝日の視聴率が低迷していた時期に鶴瓶が出演していた、特に短命に終わった番組のスタッフが中心だった。そのため、鶴瓶は好調になった2005年前後の数年間は「大事なときにこんな番組作っててはダメです」とネタにしていた。また、鶴瓶はスタッフは打ち上げの宴会の方を楽しみにしており、放送翌日の昼まで宴会を行うと言っていた。

## パートナー
- 2000年：加川良、木村充揮（元憂歌団）、BEGIN
- 2001年：山崎ハコ
- 2002年 - 2008年：坂崎幸之助（THE ALFEE）
- 2009年：森山直太朗
- 2010年：坂崎幸之助（THE ALFEE）
- 2011年：坂崎幸之助（THE ALFEE）、清水国明（あのねのね）、原田伸郎（あのねのね）

## 放送局
| 放送対象地域 | 放送局           | ネット局数 | ネット局数 | ネット局数 | ネット局数 | ネット局数 | ネット局数 | ネット局数 | ネット局数 | ネット局数 | ネット局数 | ネット局数 |
| 放送対象地域 | 放送局           | '00        | '01        | '02        | '03        | '04        | '05        | '06        | '07        | '08        | '09        | '10        |
| ------------ | ---------------- | ---------- | ---------- | ---------- | ---------- | ---------- | ---------- | ---------- | ---------- | ---------- | ---------- | ---------- |
| 放送対象地域 | 放送局           | 5          | 3          | 2          | 3          | 4          | 5          | 5          | 5          | 9          | 7          | 8          |
| 関東広域圏   | テレビ朝日       |            |            |            |            |            |            |            |            |            |            |            |
| 岩手県       | 岩手朝日テレビ   |            |            |            |            |            |            |            |            |            |            |            |
| 秋田県       | 秋田朝日放送     |            |            |            |            |            |            |            |            |            |            |            |
| 新潟県       | 新潟テレビ21     |            |            |            |            |            |            |            |            |            |            |            |
| 静岡県       | 静岡朝日テレビ   |            |            |            |            |            |            |            |            |            |            |            |
| 石川県       | 北陸朝日放送     |            |            |            |            |            |            |            |            |            |            |            |
| 中京広域圏   | 名古屋テレビ     |            |            |            |            |            |            |            |            |            |            |            |
| 近畿広域圏   | 朝日放送         |            |            |            |            |            |            |            |            |            |            |            |
| 広島県       | 広島ホームテレビ |            |            |            |            |            |            |            |            |            |            |            |
| 山口県       | 山口朝日放送     |            |            |            |            |            |            |            |            |            |            |            |
| 福岡県       | 九州朝日放送     |            |            |            |            |            |            |            |            |            |            |            |
| 大分県       | 大分朝日放送     |            |            |            |            |            |            |            |            |            |            |            |
| 鹿児島県     | 鹿児島放送       |            |            |            |            |            |            |            |            |            |            |            |
| 沖縄県       | 琉球朝日放送     |            |            |            |            |            |            |            |            |            |            |            |

## スタッフ
- 演出：工藤浩之（K-max）
- プロデューサー：中村雪浩（テレビ朝日）、小西寛（K-max）
- チーフプロデューサー → ゼネラルプロデューサー：藤井智久（テレビ朝日）
- エグゼクティブプロデューサー：青山幸光（テレビ朝日）
- 技術協力：テイクシステムズ、共立、ロッコウプロモーション、NK特機、日放、TSP
- 美術協力：テレビ朝日クリエイト、テレビ朝日サービス、俳優座劇場、テレフィット、東京特殊効果、テルミック、アサヒ植木装飾、川口カツラ店
- 企画協力：デンナーシステムズ（千佐隆智）
- 制作協力：K-max
- 制作著作：テレビ朝日